# Tunsberghus
Tunsberghus ist eine Burgruine in Tønsberg in der südnorwegischen Provinz Vestfold. Sie war die größte mittelalterliche Burganlage in Norwegen.

## Lage
Tunsberghus wurde auf dem Slottsfjell, einem Bergplateau mit steilen Abhängen, angelegt. Der Slottfjell befindet sich auf einer Halbinsel, nordwestlich in der Stadt. Vom Plateau hat man eine weite Sicht über Tønsberg und den Tønsbergfjord.

## Geschichte
Tunsberghus wurde wahrscheinlich als Holzburg um 1100 errichtet. Zum ersten Mal wurde sie in der Gesta Danorum von Saxo Grammaticus erwähnt, als Waldemar von Dänemark 1165 nach Tønsberg kam. Er beschrieb die Burg als gut befestigt und von der Seeseite uneinnehmbar.
Im Mittelalter war die Festung das Zentrum königlicher Macht und der Landesverwaltung Norwegens. Mit dem Streit um die Königskrone zwischen König Sverre und dem jungen Dänen Inge Magnusson, dem angeblichen Sohn von König Magnus Erlingsson entbrannte im 12. Jahrhundert ein Bürgerkrieg. Die Bagler mit Reidar Sendemann an der Spitze war eine kirchenpolitische Partei, die für Inge Magnusson kämpfte. Sie verschanzten sich auf der Burg gegen König Sverre und die Birkebeiner. Zwanzig Wochen hielten sie Stand, bevor sie, wahrscheinlich aus Proviantmangel, kapitulieren mussten.
Unter Håkon Håkonsson, dem Enkel von König Sverre, wurde die Burg ausgebaut und in Stein umgesetzt. Er errichtete die Ringmauern und Torhäuser im Norden und Süden der Anlage sowie die Bredestuen. Im Jahr 1260 verstarb Håkon Håkonsson auf den Orkney-Inseln und sein Sohn, Magnus Lagabøte, führte den Ausbau fort. Von ihm stammt unter anderem der Ziegelturm.
Unter König Erik II. Magnusson, der Norwegen von 1280 bis 1299 regierte, wurden Münzen auf Tunsberghus geprägt. Ihre Inschrift lautete: “Ericus Rex Norweg – Castrum Tunsbergis”. Sein Bruder und Nachfolger, Håkon V. Magnusson, regierte von 1299 bis 1319 als letzter norwegischer König auf Tunsberghus vor der Union mit Schweden. Er wurde auf der Festung geboren und starb hier am 8. Mai 1319. Sein Enkel Magnus Eriksson, König über Schweden und Norwegen, heiratete Blanche von Namur im Jahr 1335 in Tunsberhus. Als Morgengabe bekam sie die Burg und die angrenzenden Ländereien geschenkt. Hierhin zog sie sich während der politischen wirtschaftlichen Missjahre zurück. Im Jahr 1363 nahm sie an der Hochzeit ihres Sohnes Håkon VI. und Margarethe I., Tochter des dänischen Königs Waldemar IV Atterdag, in Kopenhagen teil. Nur fünf Monate später starb sie im Alter von 44 Jahren auf Tunsberghus. Unter Margarethe wurde die Kalmarer Union einführt. Tunsberghus verlor seine Bedeutung als Königsburg und dänische Vögte wurden eingesetzt. Als die Unzufriedenheit am Anfang des 16. Jahrhunderts in Norwegen immer größer wurde, kam 1503 ein schwedisches Heer nach Oslo, angeführt von Svante Nilsson. Im Zuge dessen plünderte man zusammen mit Bauern aus Sande auch Tunsberghus. Der Lehnsherr Mattis Olsson wurde umgebracht und die Burg niedergebrannt.
In den 1920er- und 1930er-Jahren leitete Gerhard Fischer die Ausgrabungen. Die Grundmauern der Burg können heute im Freilichtmuseum Slottsfjellsmuseet besichtigt werden. Des Weiteren finden Konzerte auf dem Areal statt.

## Beschreibung
Heute sind nur noch die Grundmauern der ehemaligen Gebäude und Ringmauern erhalten. Der Aussichtsturm, der sich heute auf dem Gelände befindet, stammt aus dem Jahr 1888 und wurde anlässlich des tausendjährigen Stadtjubiläums errichtet. Er befindet sich im Zentrum der Anlage.
Die ehemalige Burg hatte eine äußere und eine innere Ringmauer. Die äußere Ringmauer umschloss das gesamte Plateau des Slottsfjell und besaß im Süden und Norden einen Rundturm. Der viereckige Westturm der Mauer befand sich auf der Fjordseite des Plateaus am untersten Punkt des Geländes. Dieser weist darauf hin, dass ein steiler Weg vom Fjord hinauf zur Burg existiert haben muss. Insgesamt gab es sechs offene bzw. halb offene Rundtürme. In der inneren Ringmauer befanden sich die Michaelskirche, die Bredestue und ein Bergfried aus späterer Zeit. Für vorübergehende Nutzungen errichtete man weitere Holzgebäude. Bis heute ist man sich nicht ganz sicher, wie die Burg tatsächlich aussah.
Die Michaelskirche wurde wahrscheinlich in der ersten Hälfte des 12. Jahrhunderts gebaut, da sie von dänischen Kreuzfahrern im Jahr 1191 erwähnt wurde. Sie war eine kleine romanische Kirche, die dem Erzengel Michael geweiht war. Im Innenraum befanden sich zwei Altäre, die möglicherweise der Jungfrau Maria und dem Heiligen St. Michael geweiht waren. Der Eingang der Kirche lag neben dem Chor.
Die Bredestue besteht aus zwei Gebäudeteilen. Einem langen schmalen und einem breiteren Teil, die zusammen über 450 m² messen. Die Länge des Gebäudes beträgt knapp 60 Meter. Es ist nicht geklärt, wofür das Gebäude genutzt wurde. Da sich das Gebäude am Burghof befindet kann es für Versammlungen oder Mahlzeiten genutzt worden sein. Im schmalen Gebäudeteil könnte die Küche oder ein Lager untergebracht gewesen sein. Darüber hinaus gibt es Indizien, die auf einen Vollgeschosskeller hinweisen. In der zweiten Etage könnten die privaten Räume des Königs gelegen haben.
Der Bergfried, der von Magnus Lagabøte errichtet wurde, hatte einen quadratischen Grundriss von 14 mal 14 Metern. Aus der Stärke der Grundmauern geht hervor das der Turm fünf bis sechs Etagen hoch war. Die Mauern wurden wahrscheinlich aus lokalem Stein gebaut, doch es wurden auch schwarz glasierte Ziegel geborgen, die als Verzierung gedient haben können. Diese Ziegel weisen auf einen hohen Status hin.